# NGC 6894
NGC 6894 (другое обозначение — PK 69-2.1) — планетарная туманность в созвездии Лебедь.
Этот объект входит в число перечисленных в оригинальной редакции «Нового общего каталога».